# 黄河山
黄河山是中国数字艺术家，毕业于清华大学美术学院，代表作为《秃力城》。他的作品可被形容为超现实主义，或“中式梦核”风格，运用1990年代的符号并加以陌生化处理，使用了生成式人工智能等技术。

## 作品
- 《野生设计》
- 《假宜家》[3]
- 《秃力城》，名称为“Too rich city”的拟音，一组1-2秒的动图或视频。“秃力城”是一个虚构的城市，到处是千禧年中国南方大城市的现代主义风格高楼，广告牌上有当时的特色标语，隐隐透出童年的压抑和感伤情绪。

## 外部連結
- 黃河山Instagram